# Ngô Văn Sở
Ngô Văn thi (chữ Hán: 吳文楚, ?– 1795), còn có tên là Ngô Văn, Ngô Văn Thi, là một danh tướng của nhà Tây Sơn trong lịch sử Việt Nam.

## Thân thế và sự nghiệp
Ông sinh trưởng tại làng Bình Thạnh, huyện Tuy Phước, tỉnh Bình Định (nay thuộc huyện Tây Sơn, tỉnh Bình Định).
Tổ tiên ông là người ở Trảo Nha, huyện Thiên Lộc (nay là huyện Can Lộc, tỉnh Hà Tĩnh) di cư vào huyện Tây Sơn lúc nào chưa rõ. Ông nội là Ngô Mãnh đã từng làm quan đến chức Đô thống thời Trương Phúc Loan, trấn đóng nơi địa đầu Linh Giang và Trường Dục. Cha ông là Ngô Văn Diễn, giữ chức Khinh xạ Vệ úy triều Lê – Trịnh, trấn giữ đất Quảng Nam (Có tài liệu nói mẹ ông tên là Nguyễn Thị Mỹ nhưng không rõ người quê gốc ở đâu).
Ngô Văn Diễn có bốn con trai là Ngô Văn Sở, Ngô Văn Trị, Ngô Văn Ngữ và Ngô Văn Dần. Con cháu Ngô Văn Ngữ hiện ở phường Nhơn Bình, TP Quy Nhơn. Ngô Văn Sở và Ngô Văn Ngữ được thờ ở ngôi nhà khi xưa các ông sống tại nơi nói trên. Còn con cháu 3 vị khác đều trốn chạy khỏi quê hoặc không sống ở quê trước khi nhà Tây Sơn sụp đổ năm 1801 (Phả hệ họ Ngô Việt Nam).
Do tính cương trực, Ngô Mãnh không chịu luồn cúi nên bị Trương Phúc Loan tìm cách hãm hại, vu cho tội thông đồng với Chúa Trịnh, bị tước thu binh quyền, tịch thu gia sản và phải tội lưu đày. Ngô Mãnh trốn thoát cảnh ngục tù, một thân cùng cháu nhỏ là Ngô Văn Sở không dám về quê, đành cải danh là Đặng Hải Siêu và Đặng Sơn Điêu vào Nam, lưu lạc lên Tây Sơn.
Trên đường đi, Hải Siêu lâm bệnh, nên ông cháu xin nương nhờ nơi vườn nhà Bùi công ở thôn Xuân Hòa. Bùi công nuôi dưỡng tử tế. Một hôm, vào nửa đêm, nhà Bùi công bị cướp, Ngô Mãnh ra tay cứu trợ, đánh tan bọn cướp. Bùi công ân cần thăm hỏi, Hải Siêu đem tất cả sự thật ra giãi bày. Từ đó, ông trở thành thầy dạy võ cho bà Bùi Thị Xuân con gái Bùi công. Ngô Văn Sở cũng học cùng, tức bạn đồng môn với Bùi Thị Xuân.
Sau ba năm ẩn náu tại Bùi gia trang, Ngô Mãnh bị bạo bệnh qua đời. Ngô Văn Sở buồn rầu xin giã biệt Bùi công đi xuống hạt Quy Nhơn và định cư tại Bình Thạnh, Tuy Viễn (Tuy Phước).

### Gian lao với phong trào Tây Sơn
Năm 1771, ba anh em Tây Sơn là Nguyễn Nhạc, Nguyễn Huệ và Nguyễn Lữ cùng khởi binh, Ngô Văn Sở đến đầu quân ngay từ buổi đầu.
Năm 1773, Ngô Văn Sở được cử làm Chinh nam Đại tướng quân cùng Lê Văn Lộc, Lê Văn Hưng vào đánh chiếm ba phủ Phú Yên, Diên Khánh, Bình Thuận.
Mặt tây được hai Vua Thủy, Hỏa yểm hộ, binh Tây Sơn cứ thẳng tiến vào Nam. Đi tới đâu được hoan nghênh tới đó, và lấy ba thành dễ dàng như trở bàn tay. Tướng nhà Nguyễn là Nguyễn Văn Hiền bị giết, và Nguyễn Khoa Kiên bị bắt sống. Đại thắng, Ngô Văn Sở kéo binh về, để Nguyễn Văn Lộc và Lê Văn Hưng ở lại trấn giữ.
Năm 1775, ông lại theo Nguyễn Huệ và rồi cùng đánh tan hơn hai vạn quân Nguyễn do tướng Tống Phúc Hiệp ở Phú Yên. Kể từ lúc ấy, Ngô Văn Sở trở thành một trong những tướng lĩnh cao cấp của Bộ chỉ huy quân Tây Sơn.
Năm 1778, Nguyễn Nhạc xưng đế, phong Ngô Văn Sở chức Đại Tư mã. Lúc Nguyễn Huệ ra đánh Thuận Hóa đem theo Ngô Văn Sở và Phan Văn Lân theo làm Tham tán quân vụ để chia bớt binh quyền.
Năm 1782, Trịnh Sâm chết, hai con là Trịnh Khải và Trịnh Cán tranh nhau làm chúa. Trịnh Khải giết Hoàng Đình Bảo, người phụ tá của Trịnh Cán (còn nhỏ), giành lấy ngôi chúa. Thủ hạ của Đình Bảo là Nguyễn Hữu Chỉnh chạy vào nam đầu hàng Tây Sơn.
Tháng 3 năm 1786, dân Bắc Hà bị nạn đói, giá gạo tăng vọt, thây chết nằm liền nhau. Trịnh Khải hạ lệnh ai nộp của sẽ trao cho quan chức, nhưng không ai hưởng ứng, bèn dùng sắc lệnh bắt ức nhà giàu để lấy tiền chia ra phát chẩn. Nhận thấy thời cơ đánh Bắc Hà, Nguyễn Huệ đề nghị Nguyễn Nhạc đánh ra bắc nhưng Nguyễn Nhạc ngần ngại chưa quyết.
Sang tháng 4 năm đó, Phạm Ngô Cầu sai sứ là Nguyễn Phú Như vào Quy Nhơn mượn tiếng trao đổi vấn đề biên giới, nhưng thực ra muốn dò tình hình Tây Sơn. Phú Như vốn có quen biết với Nguyễn Hữu Chỉnh, bèn mang tình hình Thuận Hóa nói lại. Hữu Chỉnh bèn xin Nguyễn Nhạc ra quân đánh Thuận Hóa. Lúc đó Nguyễn Nhạc mới quyết định. Nguyễn Nhạc cử Nguyễn Huệ làm tổng chỉ huy các cánh quân thủy bộ, Vũ Văn Nhậm làm Tả quân đô đốc, Nguyễn Hữu Chỉnh làm Hữu quân đô đốc, Nguyễn Lữ chỉ huy đội dự bị thủy quân. Ngô Văn Sở cũng đi theo. Sau đó theo Nguyễn Huệ vượt sông Gianh đánh ra Bắc Hà (1786).
Năm 1787, Ngô Văn Sở cùng Tiết chế Vũ Văn Nhậm ra diệt Nguyễn Hữu Chỉnh, đánh chiếm Thăng Long.
Tháng 4 năm 1788, Lê Chiêu Thống đã bỏ kinh đô lưu vong. Sau khi diệt Chỉnh, Vũ Văn Nhậm lập Lê Duy Cẩn (hay Cận) làm Giám quốc. Cựu thần nhà Lê không người nào theo. Vũ Văn Nhậm chuyên quyền. Ngô Văn Sở bèn làm mật tấu cùng Bắc Bình Vương (tức Nguyễn Huệ).
Nguyễn Huệ hay tin lập tức truyền lệnh xuất sư, đem quân ra Bắc lần thứ hai. Đi suốt ngày đêm, hơn 10 ngày đến Thăng Long. Diệt Vũ Văn Nhậm (1788). Đại Tư mã Ngô Văn Sở nắm giữ chính quyền, thống lĩnh quân đội, được giao trọng trách trông coi 11 trấn Bắc Hà. Đô đốc Võ Văn Dũng, Nội hầu Phan Văn Lân, Chưởng phủ Nguyễn Văn Dụng, Đô đốc Nguyễn Văn Tuyết, Hộ bộ Trần Thuận Ngôn, Học sĩ Ngô Thì Nhậm, Phan Huy Ích đều theo Ngô Văn Sở giữ Thăng Long.
Theo sách "Đại Nam chính biên liệt truyện", trước khi về lại Phú Xuân, trong buổi trao quyền cho Ngô Văn Sở, Bắc Bình vương Nguyễn Huệ đã nói: "Sở và Lân là nanh vuốt của ta. Dụng và Ngôn là lòng dạ của ta. Nhậm là bề tôi mới của ta. Nay ta lấy cái việc quân vụ và quốc chính của 11 trấn Bắc Hà ủy thác cho. Ta thuận cho theo tiện nghi mà làm việc, phải hội đồng thương nghị với nhau, chớ vì cũ mới mà xa nhau".
Năm 1788, vua Lê Chiêu Thống dẫn nhiều vạn quân Thanh do Tôn Sĩ Nghị chỉ huy vào xâm lược Việt Nam. Ngô Văn Sở làm kế hoãn binh sai người đến dinh họ Tôn cầu hòa. Lời đề nghị bị bác khước.
Quân Tây Sơn do Đại Tư mã Ngô Văn Sở chỉ huy, theo mưu kế của Ngô Thì Nhậm, cho gọi binh các trấn Kinh Bắc, Thái Nguyên, Hải Dương, Sơn Tây về hội tại Bắc Thành trấn Sơn Nam rồi chủ động rút quân về đóng ở Tam Điệp - Biện Sơn (Ninh Bình) cố thủ, đồng thời cho Nguyễn Văn Tuyết về Phú Xuân cáo cấp.
Được tin cấp báo, ngày 25 tháng 11 năm Mậu Thân (21 tháng 12 năm 1788) Nguyễn Huệ lên ngôi Hoàng đế, lấy niên hiệu là Quang Trung. Ngay sau khi làm lễ đăng quang tại núi Bân (Phú Xuân), nhà vua trực tiếp mang đại quân ra Bắc để đánh đuổi quân xâm lược.
Ngày 20 tháng chạp năm Mậu Thân (1789), đại binh vua Quang Trung đến Tam Điệp. Ngô Văn Sở ra chịu tội, Quang Trung biết là mưu của Ngô Thời Nhậm, nên bỏ qua. Ngô Văn Sở và Phan Văn Lân được lệnh đem tiền quân tiến về Thăng Long.
Trong chiến dịch phản công này, Đại Tư mã Ngô Văn Sở được ở bên cạnh vua Quang Trung để cùng chỉ huy đạo quân chủ lực đánh vào hai thành trì quan trọng của đối phương, đó là Hà Hồi và Ngọc Hồi.
Nhờ lập nhiều công lao, nên khi xét thưởng ông được nhà vua phong tới tước Ích Quốc công. Ngô Văn Sở và Phan Văn Lân ở lại Thăng Long, tổng thống việc quân quốc. Ngô Thì Nhậm và Phan Huy Ích phụ trách việc giao thiệp với Trung Hoa.
Tháng 1 năm 1790, Ngô Văn Sở lãnh giao nhiệm vụ dẫn đầu phái đoàn 100 người đưa giả vương Phạm Công Trị sang Yên Kinh nhà Thanh dự lễ Bát tuần đại thọ vua Càn Long. Khi về nước ông được phong Thủy sư Đô đốc.

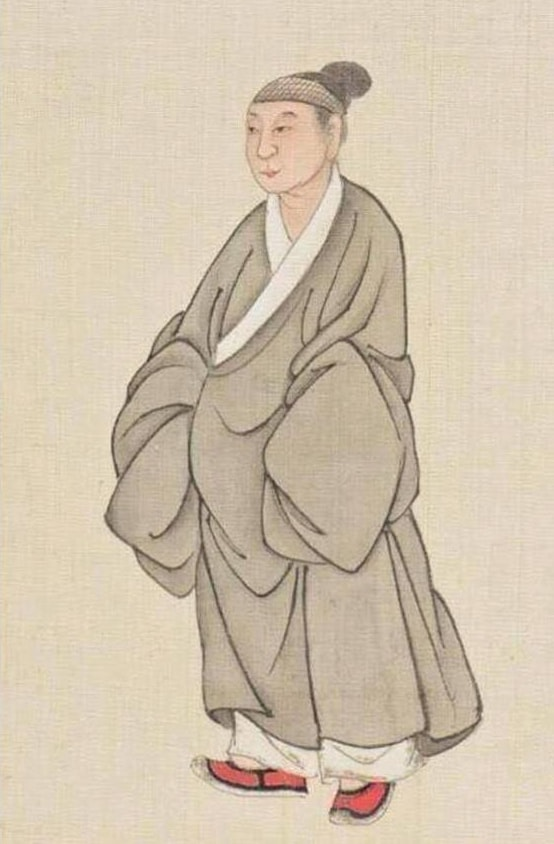
Ảnh vẽ Ngô Văn Sở sang Triều Thanh

Năm 1792, vua Quang Trung đột ngột qua đời, Nguyễn Quang Toản lên nối ngôi (tức Cảnh Thịnh). Ngô Văn Sở được triệu hồi về Phú Xuân. Bùi Đắc Tuyên được Ngô Văn Sở ủng hộ, nên được trọng đãi. Vua Cảnh Thịnh lên ngôi tấn phong chức Đại Đổng lý, tước Quận công (Chấn Quận công), coi sóc cả việc quân và dân ở Bắc Hà.
Trong sách Tây Sơn Lương tướng ngoại truyện có đoạn chép về ông như sau: "Ngô Văn Sở làm quan không cầu danh lợi, tiếng tăm, lúc nào cũng muốn tránh quyền thế. Thường ngày, ông yêu kính quân tử mà vẫn giữ lòng thương xót tiểu nhân. Ông cùng với Trần Quang Diệu, Võ Văn Dũng và Bùi Thị Xuân đều là danh tướng, được người đương thời gọi là Tứ kiệt".
Do nhà vua còn nhỏ, quyền hành nhanh chóng rơi vào tay người cậu vua là Thái sư Bùi Đắc Tuyên. Kể từ đó, triều đình Tây Sơn sinh ra lục đục mãi. Theo tài liệu của các giáo sĩ phương Tây có mặt tại Phú Xuân lúc bấy giờ thì Bùi Đắc Tuyên muốn lật đổ vua Cảnh Thịnh, thanh trừng các công thần Tây Sơn để đưa con mình là Bùi Đắc Trụ lên làm vua.
Năm 1793, Nguyễn Ánh đem quân đánh Nguyễn Nhạc. Nguyễn Nhạc cầu cứu ra triều đình Phú Xuân. Quang Toản sai Ngô Văn Sở, Phạm Công Hưng đem 17.000 quân và 80 thớt voi vào cứu, quân Nguyễn Ánh rút lui. Tuy Ngô Văn Sở can ngăn nhưng Phạm Công Hưng vẫn chiếm cứ kho tàng, giải giáp quân đội của vua Thái Đức. Lúc đó Nguyễn Nhạc đang bệnh trên giường, nghe tin đất phong của con mình là Nguyễn Văn Bảo bị chiếm mất thì uất quá thổ huyết mà qua đời. Quang Toản an trí Nguyễn Văn Bảo ra huyện Phù Ly, phế làm Hiếu công và cai quản toàn bộ đất đai của dòng trưởng.
Không ngăn cản được việc cướp chính quyền của Phạm Công Hưng, nhưng Ngô Văn Sở đã can thiệp cho các quan văn võ đại thần của vua Thái Đức khỏi bị hại. Lớp xin được cáo quan về làng, lớp thuận quy phục Cảnh Thịnh thì bị phân tán đi các nơi xa. Sau đó Ngô Văn Sở lại trở về Phú Xuân.
Năm 1794, xảy ra vụ án Lê Văn Hưng. Để hãm hại Hưng, Đắc Tuyên tâu vua cử Hưng mang quân vào đánh chiếm Phú Yên. Sau chiến thắng, Lê Văn Hưng về Phú Xuân báo tiệp thì bị Bùi Đắc Tuyên tấu xàm là Lê Văn Hưng chưa có lệnh vua đã rút, ý muốn tạo phản. Cảnh Thịnh vì còn nhỏ tuổi ra lệnh giết hại ông dù đã được Ngô Văn Sở và Trần Văn Kỷ can ngăn.

### Nội bộ lục đục, bị dìm chết
Năm 1795, Đắc Tuyên gọi Vũ Văn Dũng ở Bắc Hà về Phú Xuân, và cho Ngô Văn Sở ra thay.
Vũ Văn Dũng về đến trạm Hoàng Giang thì gặp Trần Văn Kỷ bị Bùi Đắc Tuyên đày ở đó. Kỷ nói với Dũng rằng: Thái sư chuyên quyền tác oai tác phúc, sẽ là điều bất lợi cho xã tắc; nếu không sớm trừ đi, sau này hối cũng không kịp.
Nghe lời bàn của Trần Văn Kỷ, Đại Đô đốc Võ Văn Dũng gấp rút dẫn quân về Phú Xuân, bí mật phối hợp với Nguyễn Văn Huấn, Phạm Công Hưng vây bắt Bùi Đắc Tuyên ngay ở cung của vua Cảnh Thịnh.
Cho rằng Ngô Văn Sở là người cùng phe cánh với Đắc Tuyên, Vũ Văn Dũng cho làm chiếu lệnh giả ra Thăng Long bắt Ngô Văn Sở giải về Phú Xuân. Ngô Văn Sở và hai cha con Bùi Đắc Tuyên bị nhốt vào cũi sắt, đem xuống sông Hương dìm chết. Đó là năm 1795.
Theo danh sĩ Nguyễn Trọng Trì (1854– 1922) thì Ngô Văn Sở không phải là người có nhiều tham vọng. Cho nên ông tự nguyện đi theo Bùi Đắc Tuyên hay bị viên Thái sư này gán ép (để tạo thanh thế), hoặc bị tướng Võ Văn Dũng vu oan (nhằm loại trừ một thế lực).

## Nhận xét
Năm 1788, sau khi Vũ Văn Nhậm bị giết chết, Ngô Văn Sở được giao nhiệm cai quản Bắc Hà. Trong buổi trao quyền, Bắc Bình Vương Nguyễn Huệ đã tuyên bố rằng: (Ngô Văn) Sở và (Phan Văn) Lân đều là nanh vuốt của ta. Điều này cho thấy tài năng của ông và sự tin cậy của cấp trên đối với ông.
Trong sách Tây Sơn lương tướng ngoại truyện của Nguyễn Trọng Trì cũng có đoạn chép về Ngô Văn Sở như sau:
Ngô Văn Sở làm quan không cầu danh lợi tiếng tăm, lúc nào cũng muốn tránh quyền thế. Thường ngày, (ông) yêu kính quân tử mà vẫn giữ lòng thương xót tiểu nhân. Ông cùng với Trần Quang Diệu, Võ Văn Dũng và Bùi Thị Xuân đều là danh tướng, được người đương thời gọi là Tứ kiệt.

## Trùng tên
Cùng thời với ông có tướng Ngô Văn Sở quê ở Gia Định gốc Thừa Thiên, từng theo quân Tây Sơn làm đến chức Đô úy, sau đầu hàng chúa Nguyễn, năm Kỷ Mùi (1799) theo Võ Tánh trấn giữ thành Bình Định. Sách Đại Nam Liệt truyện viết về tướng Ngô Văn Sở này như sau:
(Ngô Văn Sở) Tổ tiên là người huyện Đăng Xương, phủ Thừa Thiên, sau đến ngụ ở Gia Định. Trước theo ngụy làm Đô úy, sau đầu hàng, theo quân đi đánh giặc, có chiến công từng thăng đến Hùng nhuệ Vệ úy. Năm Kỷ Mùi, theo Võ Tánh giữ thành Bình Định. Đến khi tướng giặc là Trần Quang Diệu vây thành, những tướng đầu hàng là Vũ Văn Sự, Nguyễn Bá Phong mở cửa Bắc thành ra hàng giặc, Tánh sai Sở chẹn cửa, từ đó những kẻ phản bội không dám ra. Đến khi thành bị mất, trốn về triều. Khoảng năm Gia Long thăng Khâm sai chưởng cơ lĩnh chức Quân đạo ngoài Thanh Hóa, có tội phải cách chức rồi chết. Minh Mạng năm thứ 3 (1822), truy phục chức Chưởng cơ, lại hậu ban cho người nhà, con là Thắng làm quan đến Cai đội.

Vợ của tướng Ngô Văn Sở người Gia Định là bà Nguyễn Thị Đích, sinh được 1 con gái và 2 con trai: bà Ngô Thị Chính là con gái đầu lòng, hai người em trai tên Thắng và Thọ. Do trùng tên, Đại Tư mã Ngô Văn Sở thường bị hiểu lầm là cha của Tuệ Khiết Hiền phi Ngô Thị Chính - một phi tần nổi tiếng của vua Minh Mạng.

## Trong văn hoá đại chúng
| Năm  | Tác phẩm         | Diễn viên |
| 2010 | Tây Sơn hào kiệt | Minh Đăng |

## Sách tham khảo
- Quách Tấn-Quách Giao, Nhà Tây Sơn. Bảo tàng Quang Trung (Bình Định) xuất bản, 2002.
- Trịnh Vân Thanh, Thành ngữ điển tích danh nhân từ điển (quyển 2). Nhà xuất bản Hồn Thiêng, Sài Gòn, 1967.
- Nguyễn Đắc Xuân, Chín đời chúa mười ba đời vua Nguyễn, Nhà xuất bản Thuận Hoá - Huế, 1988.
- Nhiều tác giả, Danh nhân Bình Trị Thiên (tập I), Nhà xuất bản Thuận Hóa, 1986.
- TS. Đinh Văn Liên, Bình Định: Đất võ trời văn. Nhà xuất bản. Trẻ, 2008.
- Nguyễn Khắc Thuần, Danh tướng Việt Nam (tập 3). Nhà xuất bản Giáo dục, 2005.
- Nguyễn Q. Thắng & Nguyễn Bá Thế, Từ điển nhân vật lịch sử Việt Nam. Nhà xuất bản KHXH, Hà Nội, 1992.